# Sekiro: Shadows Die Twice
Sekiro: Shadows Die Twice (яп. セキロ：シャドウズ ダイ トゥワイス, Секіро сядо:дзу дай то:вайсу, Однорукий вовк: Тіні вмирають двічі) — відеогра жанру action-adventure, розроблена японською компанією FromSoftware і видана Activision для платформ Microsoft Windows, PlayStation 4 і Xbox One. Вихід гри відбувся 22 березня 2019 року.
Sekiro: Shadows Die Twice являє собою фентезійну екшн-гру з виглядом від третьої особи; її дія відбувається у феодальній Японії в період Сенгоку. Під управлінням гравця знаходиться Секіро, воїн з кістяною рукою, озброєний мечем і мотузкою з гаком; він знаходиться на шляху помсти. Гра схожа з Bloodborne, однією з попередніх ігор FromSoftware, і також зображає похмурий світ, гротескних ворогів і битви, в яких від гравця вимагається більше атакувати, ніж захищатися.
Тизер гри — без назви, але з гаслом Shadows Die Twice — представлили на заході The Game Awards в 2017 році. На виставці E3 2018 в рамках прес-конференції Microsoft гра була анонсована під повною назвою — Sekiro: Shadows Die Twice, і було оголошено, що її видавцем виступить американська компанія Activision. Керівником розробки гри є Хідетака Міядзакі, голова FromSoftware і творець серії Souls.

## Ігровий процес
Sekiro: Shadows Die Twice — action-adventure від третьої особи. На відміну від серій Souls від FromSoftware, в грі менше рольових елементів, відсутня система створення персонажа і можливість вирівнювання його навичок, а також немає багатокористувацького режиму, однак вона включає в себе модернізацію спорядження, дерево навичок і невеликі можливості кастомізації. Замість атаки противника для нанесення шкоди здоров'ю бойова система Sekiro сфокусована на використанні катани для атаки стійки і балансу противника. Така тактика призводить до втрати балансу і відкриття вразливості у супротивника, що дозволяє завдати одного смертельного удару. Інколи, щоби здолати могутніших суперників (на кшталт босів чи мінібосів), потрібно виконати смертельний удар двічі. У грі також присутні стелс-елементи, що дозволяють гравцеві усувати ворогів, непомітно підкрадаючись до них. Персонаж гравця має можливість використовувати різні інструменти, такі, як гак для захоплення, щоб допомагати собі в бою і розвідці. Якщо персонаж гравця помирає, то за певних умов може відродитися на тому ж місці. В грі відсутня багатокористувацька складова.

## Синопсис

### Сетинг
Дія гри відбувається у фантастичному варіанті періоду Сенгоку в Японії кінця XVI-го століття. Гравець управляє шинобі, який був залишений вмирати після того, як його пан був викрадений і його рука була відрубана провідним самураєм клану Асина. Шинобі отямлюється і виявляє, що його відсутню руку замінив протезом таємничий Різьбяр, який називає героя Секіро, або «Однорукий вовк».

### Сюжет
В кінці періоду Сенгоку воєначальник Іссін Асіна захоплює землю Асіна, вчинивши кривавий переворот. У той же час безіменного сироту усиновляє мандрівний шинобі на прізвисько Пугач, який дає йому ім'я Вовк.
Двадцять років потому клан Асіна перебуває на межі краху через ослаблого, старого і хворого Іссіна. Вороги клану неухильно наближаються зі всіх сторін. Зневірившись знайти спосіб запобігти падінню свого клану, онук Іссіна, Генітіро Асіна, захоплює Божественного спадкоємця Куро, сподіваючись використати його кров, що містить певну силу, звану «Спадщина Дракона», для створення невмирущої армії. Вовк, який став повноправним шинобі і особистим охоронцем Куро, намагається запобігти цьому, але зазнає поразки в сутичці з Генітіро і втрачає ліву руку.
Вцілілий Вовк отямлюється в покинутому храмі, де зустрічає Різьбяра, колишнього шинобі, який тепер вирізьбляє статуї Будди. Різьбяр замінює втрачену руку Вовка складним протезом, який може оперувати різними знаряддями та зброєю. Різьбяр дає йому ім'я Секіро, що означає «Однорукий вовк».
З цим протезом Вовк нападає на замок Асіна і знову протистоїть Генітіро, перемагаючи його. Попри можливість назавжди покинути замок Асіна, Куро вирішує залишитися і виконати ритуал Безсмертного Розриву, який знищить Спадщину Дракона і перешкодить кому-небудь ще боротися за неї, щоб отримати безсмертя. Вовк неохоче погоджується допомогти Куро і вирушає в райони, що оточують замок, аби зібрати всі необхідні компоненти для здійснення ритуалу. Після повернення він зустрічає Пугача, свого прийомного батька, який раніше вважався загиблим. Пугач каже, що також хоче роздобути Спадщину Дракона і наказує Вовкові відмовитися від своєї вірності Куро.
Якщо Вовк вирішить відмовитися від своєї вірності Куро, то йому доводиться вступити в сутичку з лікарем Еммою і літнім Іссіном. Після їх смерті Пугач хвалиться, що тепер нічого не стримує його від захоплення Японії, проте Вовк убиває Пугача ударом в спину. Куро, бачачи це, розуміє, що Вовк став жертвою своєї кровожерливості і істотою, відомою як Шура. Згодом Вовк виріже майже все населення Асіни, і багато років потому в країні ходитимуть чутки про демона.
Якщо Вовк вирішить залишитися вірним Куро, він буде змушений битися з Пугачом і вбити його. Потім Вовк пробереться у Божественне Царство, де йому належить битися з Божественним Драконом і добути його сльозу, необхідну для проведення ритуалу Безсмертного Розриву. Повернувшись в замок Асіна, він виявить, що Іссін помер від довгої хвороби, і скориставшись цим, його вороги почали штурм замку. Вовк возз'єднається з Куро, але вони потраплять в засідку Генітіро. Вовк вступить у фінальну сутичку з ним і вийде з неї переможцем, після чого переможений і повний відчаю Генітіро пожертвує собою, щоб воскресити молодого і повного сил Іссіна. Вовк змушений битися і вбити його.
Далі можливі три кінцівки, засновані на попередніх діях Вовка:
- Якщо Вовк переможе, не дізнавшись про ритуал Очищення і не знайшовши Ароматну Квітку, Куро проковтне Драконячу сльозу і накаже Вовку вбити його, щоб, нарешті, досягти Безсмертного Розриву. Вовк неохоче підкориться наказам Куро і вб'є його. Після цього Вовк стане новим Різьбярем і буде вирізати статуї Будди, щоб спокутувати свої діяння, зберігши при цьому протез для наступного шинобі.
- Якщо Вовк переможе, дізнавшись про ритуал Очищення і знайшовши Ароматну Квітку, він дасть Куро Драконячу сльозу і Квітку, і пожертвує собою замість вбивства Куро, гарантуючи тому, що він зможе жити життям простого смертного. Через деякий час Куро відвідає могилу Вовка, перш ніж вирушити в подорож.
- Якщо Вовк зможе отримати Заморожену Драконячу сльозу від Божественного дитяти, Куро проковтне Заморожену Драконячу сльозу і всотається в серце Божественного дитяти. З духом Куро всередині Божественне дитя вирушить на захід до місця народження Божественного Дракона, щоб повернути спадщину Дракона на його законне місце в Божественному царстві. Вовк буде супроводжувати Божественне дитя і Куро в їхній подорожі.

## Персонажі

### Головні
- «Вовк» — один з відданих шинобі клану Хірата. Володіє протезом шинобі з надзвичайними можливостями і служить пану Куро, спадкоємцю Дракона, пов'язаного узами безсмертя, якого викрав один з головних антагоністів гри — Генічіро Ашиина, задля отримання спадку Дракона.
- «Пугач» — батько головного героя «Вовка», який підібрав «Вовка», коли той був підкидьком та блукачем під час кривавої громадянської війни, розв'язаної кланом Ашина. В залежності від сюжету може бути або протагоністом, або антагоністом гри. Він наказує синові оберігати Куро за всяку ціну.
- «Куро» — один з носіїв спадку Дракона, який наділяє хлопчика узами безсмертя. Головною метою власної співпраці з «Вовком» вважає подолання цих уз, які завдають шкоди стабільності в регіоні та приносять нещастя йому та «Вовку».
- Різьбяр — один з різьбярів, що оселився у покинутому храмі на околицях замка Ашина. Рятує головного героя після першого невдалого поєдинку з Генічиро Ашиною і дарує йому протез, який називається «іклом» для вовка-вбивці, а саме — інструментом для вбивства різних типів ворогів. Також може допомогти покращити протез головного героя, якщо той принесе необхідні для цього складники.
- Емма — лікарка, прислана невідомим господарем з метою допомогти «Вовку» у боротьбі з Генічиро. Має неперевершені лікарські здібності та дарує головному героєві горня з цілющими водами, які відновлюють здоров'я. Об'єм цих ліків можна збільшити, додаючи в горня гарбузову насінину.

### Клан Ашина
- Генічиро Ашина — останній спадкоємець клану Ашина. Дуже відданий ідеї свого клану і всіма силами намагається відвернути кінець свого роду. Заради цієї мети, він навіть віддається єретичному вчення школи «Томое». Викрадає Куро з метою отримання його крові для спасіння роду Ашина.
- Іссін Ашина — один з найвеличніших воїнів клану Ашина в період сенґоку. Розв'язав громадянську криваву війну. В молодому віці володів незрівнянною кількістю бойових технік і став знаний як «святий мечник». Не схвалює методи, до яких вдається його онук задля збереження свого роду.
- Ґьобу Оніва — один з вартових замкової брами та найвідданіших послідовників Генічиро Ашини. Володіє надзвичайною майстерністю кінного бою.

### Розробка
Розробка Sekiro почалася наприкінці 2015 року, після завершення роботи над DLC Bloodborne, The Old Hunters. Тізер гри під назвою «Shadows Die Twice» показали на The Game Awards 2017 в грудні. Пізніше, під час прес-конференції Microsoft на E3 2018 було оголошено назву гри: «Sekiro: Shadows Die Twice». Режисером гри є Хідетака Міядзакі з японської студії розробки FromSoftware, відомої серії Souls і Bloodborne. FromSoftware самостійно видала гру в Японії, Cube Game — в Азіатсько-Тихоокеанському регіоні, а Activision виступила видавцем у всьому іншому світі. Саундтрек був написаний Юкою Кітамурою. 22 березня 2019 року гра була випущена для PlayStation 4, Windows і Xbox One. У той же день було випущено колекційне видання гри, що включало футляр у вигляді сталевої книги, статуетку головного героя, художню книгу, фізичну карту світу гри, код для завантаження саундтрека і репліки монет, що зустрічаються в грі.
Команда Sekiro черпала натхнення з серії стелс-ігор Tenchu, які були частково розроблені та видані самою FromSoftware. Спочатку гра розглядалася як продовження Tenchu, але оскільки ця серія була створена різними студіями до того, як FromSoftware отримали права на неї, було вирішено йти в іншому напрямку.
Міядзакі акцентував увагу розробки бойової системи на передачу відчуття «зіткнення мечів», коли бійці намагаються створити момент для здійснення смертельного удару. Крім того, він і його команда створювали Sekiro для однокористувальницької гри, оскільки вважали, що багатокористувацький вигляд має обмеження, яких вони хотіли уникнути.
Слово «Секіро» на японській мові означає «однорукий вовк» — відсилання до того факту, що персонаж гравця однорукий. Спочатку підзаголовок «Shadows Die Twice» повинен був залишитися тільки слоганом трейлера-тізера, але Activision зажадала його збереження в якості остаточної назви.
Попри те, що дія гри відбувається в Сенгоку — історичному періоді Японії XVI століття, в грі немає реальних історичних постатей або локацій.

## Реакція
| Агрегатор  | Оцінка                                 |
| ---------- | -------------------------------------- |
| Metacritic | (PC) 88/100 (PS4) 90/100 (XONE) 91/100 |

| Видання                            | Оцінка |
| ---------------------------------- | ------ |
| Destructoid                        | 9/10   |
| Electronic Gaming Monthly          | [ 22 ] |
| Eurogamer                          | 9/10   |
| Famitsu                            | 37/40  |
| Game Informer                      | 9/10   |
| GameSpot                           | 9/10   |
| GamesRadar+                        | [ 27 ] |
| IGN                                | 9.5/10 |
| PlayStation Official Magazine — UK | 9/10   |
| PC Gamer (США)                     | 92/100 |
| USgamer                            | 4/5    |
| VideoGamer.com                     | 10/10  |

Sekiro: Shadows Die Twice отримала загальне визнання від критиків і рецензентів різних видань, за даними сайту-агрегатора рецензій Metacritic. Середній бал оцінок для платформи PlayStation 4 становить 90 балів зі 100 можливих, на основі 57 рецензій від різних видань, 88 для версій на ПК (Windows) і 91 для Xbox One.
Брендін Тіррел у IGN зробив висновок, що «Sekiro — це дивовижний новий поворот у знайомому наборі ідей, який може стояти поряд зі своїми попередниками». Він зауважив, що хоча Sekiro починається як історичне фентезі, але в типовій манері FromSoftware гра швидко перетворюється на містичну й надприродну гру. Світ Sekiro зрозуміліший, ніж в інших іграх FromSoftware, проте в ньому є таємниці, які спонукають повертатися в уже відвідані місця, щоб розгадати всі підказки. Для цього слугує добре продуманий набір зброї та спорядження, котрі доповнюють одні одного вигадливими способами.
Деніел Так з Game Informer відгукнувся, що суть гри — в напружених битвах із босами, де одна помилка означає смерть. Натомість навички, отримані наприкінці гри, дозволяють досліджувати раніше відвідані простори різними способами, щоб відкрити досі недоступні місця. За його словами, «Sekiro — одна з найскладніших ігор, у які я коли-небудь грав, але для тих, хто шукає пригод, досліджень і правдиво реалізованого фентезі про ніндзя, цей похід вартий високих вимог».
Тамур Хусейн у GameSpot виділив з переваг гри вимогливий, але захопливий бій, складні локації, що винагороджують цікавість, стелс-механіку, яка спонукає підглядати за ворогами та розробляти стратегію проти кожного. Головні недоліки, на його думку, це те, що вороги можуть бути непослідовними у поведінці і в цілому гра часто просто несправедлива з гравцями у складності. «Непохитний спосіб, яким Sekiro карає вас за помилки, і повторення методів проб і помилок явно підходять для людей певного темпераменту і з дуже специфічним, трохи мазохістським смаком в іграх», — відзначив критик у рецензії.